# Eirik Schrøder Amundsen
Eirik Schrøder Amundsen (født 28. januar 1949 i Bergen, Norge) er professor i miljøøkonomi. Skønt nordmand var han i perioden 2007-15 medlem af Det Økonomiske Råd i Danmark (dvs. dansk vismand) med særlig miljøøkonomisk ekspertise.
Amundsen er uddannet cand.polit. fra Universitetet i Bergen i 1976. Han aflagde fransk doktorgrad, Dr. ès-sc.-économique (Dr.phil.) med udmærkelse: très honorable et Prix de l’Université, ved Université de Paris, Panthéon-Assas II, Sorbonne Universitet, i 1988. Han har videre aflagt DEA-graden i Économie de l’Énergie, fra École nationale supérieure du pétrole et des moteurs, IFP, Paris, Frankrike (1984). Han har videre eksamener fra Stanford University, USA (1979/80).
Han har været professor i samfundsøkonomi ved Universitetet i Bergen siden 1992, og han blev i 2006 Danmarks første professor i miljø- og naturressourceøkonomi, nu ansat ved Institut for Fødevare- og Ressourceøkonomi, Faculty of Science, Københavns Universitet. Amundsen har været på længere forskningsophold bl.a. ved Stanford University, University of California, Berkeley, Ludwig-Maximilians-Universität München, og European University Institute.
Han tiltrådte 1. juli 2007 som Danmarks første miljøøkonomiske vismand - en post, han havde indtil 1. september 2015.